# Consoană apicală
În fonetică, se numește consoană apicală o consoană pronunțată cu vîrful (apexul) limbii. Consoanele apicale fac parte din clasa consoanelor coronale, între care se mai numără și consoanele laminale.